# Ralf Zumdick
Ralf Christoph Bernard Zumdick (Münster, 10 maggio 1958) è un allenatore di calcio, dirigente sportivo ed ex calciatore tedesco, di ruolo portiere.

## Palmarès

### Giocatore

#### Competizioni nazionali
- 2. Fußball-Bundesliga: 1

Bochum: 1993-1994